# STUDIO210
STUDIO210（すたじお・にいちまる）は、大阪市浪速区の新世界にある通天閣地下で、通天閣観光株式会社が運営していた日本の劇場及び演芸場。
その前身は1989年に開場した、歌謡（演歌）ショー専門の劇場・通天閣歌謡劇場である。同劇場では2008年6月まで、毎週土曜日及び日曜日に、松竹芸能主催による歌謡ショーを開催してきた。
2008年7月からは、B1角座の閉鎖に伴い、松竹芸能の演芸興行の拠点が同劇場に移転。これを機に現在の名称に改めた。
その後2013年6月まで、ともに松竹芸能の主催で、毎週土曜日及び日曜日に「通天閣劇場 TENGEKI」の名称で演芸興行が、毎週月曜日に「通天閣歌謡劇場」の旧称を引き継いだ名称で従来からの歌謡ショーが、それぞれ開催されていた。
現在は、通天閣の公式音楽バンドであるイーゼル藝術工房と、同バンドがプロデュースするアイドルグループ『まいどリームス』『ハンバーガールZ』が毎週末に定期公演を行っている。

## 概要
1989年、通天閣の地下スペースに「通天閣歌謡劇場」が開設された。当初は舞台だけでなく居酒屋のようなカウンターも隅に設けており、またすぐ隣には「通天閣囲碁将棋センター」（1976年より開設）も存在していた。
2001年に囲碁将棋センターが消滅、さらに2004年には、老朽化により地下スペースが全面的に改修され（2005年完成）、これにより地下全体がすべて歌謡劇場のスペースとなった。この間には、同劇場を本拠とする“通天閣の歌姫”叶麗子（現:叶れい子）が全国区となっている。
その後は土・日の歌謡ショーを中心に、各種イベントにも利用されてきた。2008年に入り、B1角座が閉鎖されることになり、松竹芸能はその代替を探した結果、「通天閣歌謡劇場」を演芸興行の拠点とすることを、同年4月に決定した。
これを機に2008年7月3日より劇場を「STUDIO210」と改名 同時に通天閣側では、同劇場を多目的ホールと位置付けて、興行のない日に各種イベント会場としての活用を広く求めていく意向であった。
なお「STUDIO210」という名称は、通天閣の「通天」、即ち「2(ツー)・（通）」「10(テン)・（天）」に引っ掛けたものであり、読み方を「ニーイチマル」としたのは、東京・渋谷にある「109」を意識したという。